# Verbesina
Genre
Synonymes
Verbesina est un genre de plantes à fleurs de la famille des Asteraceae comptant environ 350 espèces.

## Quelques espèces
- Verbesina alternifolia
- Verbesina auriculigera
- Verbesina barclayae
- Verbesina brachypoda
- Verbesina chapmanii
- Verbesina dissita
- Verbesina ecuatoriana
- Verbesina encelioides
- Verbesina gigantea
- Verbesina glabrata
- Verbesina grisebachii
- Verbesina guatemalensis
- Verbesina harlingii
- Verbesina hastata
- Verbesina helianthoides
- Verbesina howardiana
- Verbesina kingii
- Verbesina latisquama
- Verbesina mameana
- Verbesina minuticeps
- Verbesina occidentalis
- Verbesina pentantha
- Verbesina persicifolia
- Verbesina petrobioides
- Verbesina pseudoclaussenii
- Verbesina pustulata
- Verbesina rivetii
- Verbesina rupestris
- Verbesina saloyensis
- Verbesina squarrosa
- Verbesina subcordata
- Verbesina villonacoensis
- Verbesina virginica

## Publication originale
- C. Linnaeus, Species Plantarum, tome II, 1753, p. 901.